# Biserica „Adormirea Maicii Domnului” Bohari
Biserica „Adormirea Maicii Domnului” (cunoscută și ca Biserica Bohari) este un monument istoric aflat în cătunul Bohari pe teritoriul satului aparținător Toplița, a comunei Mălureni din județul Argeș. A fost inclusă pe Lista monumentelor istorice din județul Argeș, având codul de clasificare AG-II-m-A-13486.

## Istorie
Biserica Bohari a fost zidită în 1641 în timpul lui Matei Basarab de către Mitrea, Sifar de Târgoviște și Mitrea Sufariu. Biserica a fost renovată în 1995.